# Brent Raedeke
Brent Raedeke (* 29. Mai 1990 in Regina, Saskatchewan) ist ein deutsch-kanadischer Eishockeyspieler, der zuletzt bis zum Ende der Saison 2024/25 beim VER Selb aus der DEL2 unter Vertrag gestanden und dort auf der Position des Centers gespielt hat. Zuvor war Raedeke jeweils fünf Spielzeiten für die Iserlohn Roosters und Adler Mannheim in der Deutschen Eishockey Liga (DEL) aktiv.

## Karriere

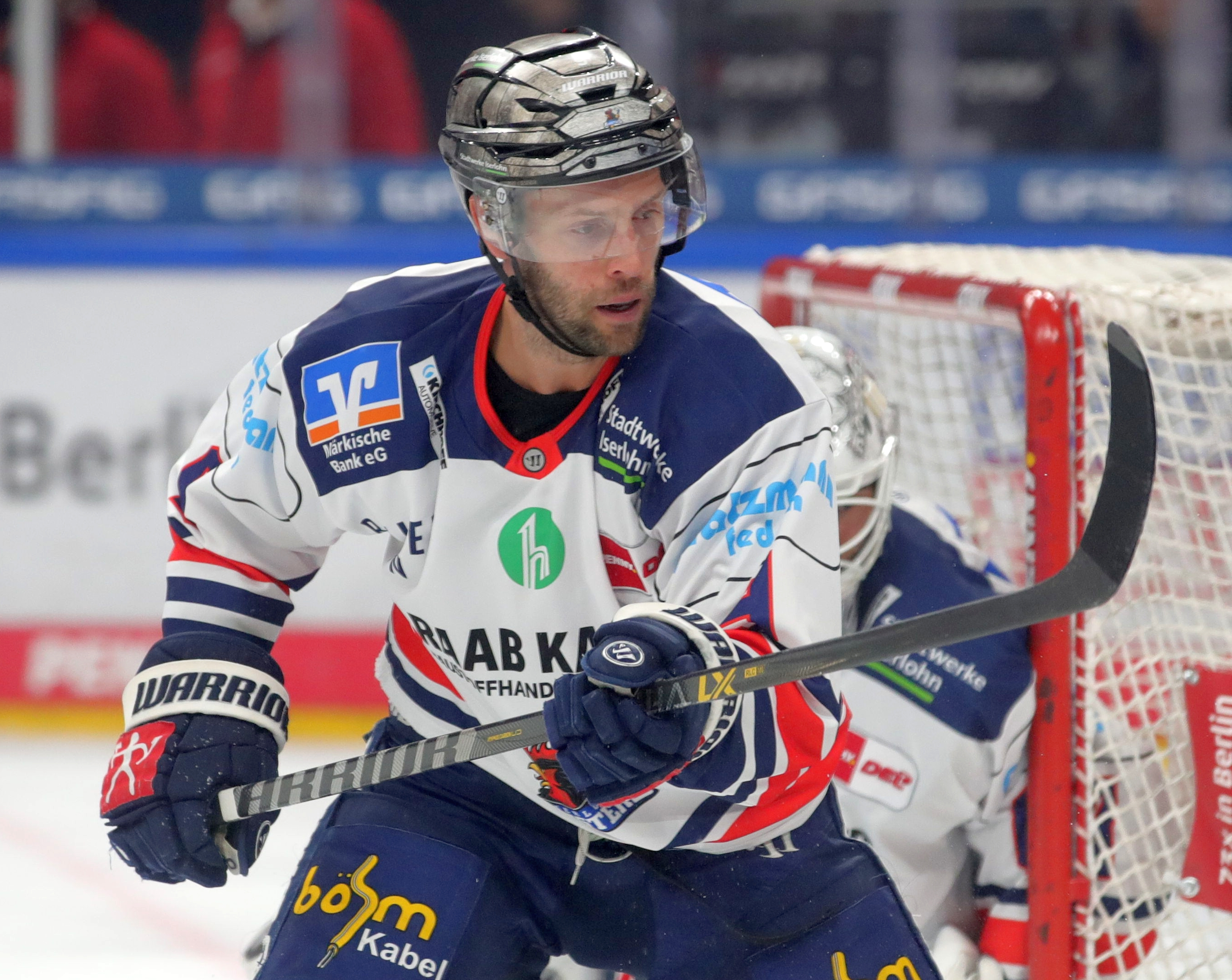
Raedeke im Trikot der Iserlohn Roosters (2022)

Brent Raedeke begann seine Karriere in der Nachwuchsmannschaft der Regina Pat Canadians und das Juniorenteam Regina Pats aus der kanadischen Juniorenliga Western Hockey League (WHL) hielten die Rechte an ihm, ehe er von den Edmonton Oil Kings im Expansion Draft ausgewählt wurde. Seine erste Saison in der WHL bestritt er schließlich 2007/08 in Edmonton und war einer der besten Spieler des schwach besetzten Teams mit 15 Toren und 16 Assists. Im NHL Entry Draft 2008 wurde Raedeke von keinem Team ausgewählt, doch im Herbst luden ihn die Detroit Red Wings aus der National Hockey League  (NHL) zum Trainingscamp ein und dort überzeugte er, sodass ihn die Mannschaft für drei Jahre unter Vertrag nahm. Obwohl normalerweise Spieler unter 20 Jahren nur über den NHL Entry Draft verpflichtet werden dürfen, nutzten die Red Wings eine Regel, die es erlaubt vertragslose Juniorenspieler, die am Trainingslager einer NHL-Mannschaft teilgenommen haben, innerhalb von 14 Tagen nach dem Trainingslager unter Vertrag zu nehmen. Raedeke kehrte daraufhin zu den Oil Kings zurück, die sich 2008/09 deutlich verbessert präsentierten. Die Mannschaft belegte den achten Rang in der Eastern Conference und qualifizierten sich somit erstmals für die Playoffs. Brent Raedeke gehörte erneut zu den Stützen von Edmonton als drittbester Scorer im Team mit 55 Punkten aus 70 Spielen. In der ersten Runde der Playoffs trafen die Oil Kings auf die favorisierten Calgary Hitmen, die ihrer Rolle auch gerecht wurden und die Serie ohne Niederlage für sich entschieden.
Nach dem Ausscheiden aus der Endrunde wurde Raedeke in den Kader der Grand Rapids Griffins, die als Farmteam von Detroit fungieren, berufen und er gab am 3. April 2009 sein Debüt in der American Hockey League (AHL). Die Saison 2009/10 verbrachte er bei den Brandon Wheat Kings in der WHL und kam in 48 Spielen zum Einsatz, in denen er 37 Punkte erzielte. Zur Saison 2010/11 wurde er definitiv in den AHL-Kader der Grand Rapids Griffins aufgenommen, wo er anschließend regelmäßig zum Einsatz kam. Zur Saison 2013/14 wechselte Raedeke in die Deutsche Eishockey Liga (DEL) zu den Iserlohn Roosters. Er unterschrieb einen Zweijahresvertrag und belegte aufgrund seines deutschen Passes keine Ausländerlizenz. Zur Spielzeit 2015/16 wechselte er zum amtierenden Deutschen Meister Adler Mannheim. Zum Spieljahr 2020/21 kehrte Raedeke wieder zu den Iserlohn Roosters zurück, bei denen er schließlich drei weitere Spielzeiten in der DEL verbrachte.
Nach der Saison 2022/23 trennten sich die Roosters ein zweites Mal von dem Deutsch-Kanadier. Raedeke wechselte daraufhin im Oktober 2023 zurück nach Nordamerika. Dort schloss er sich den Kalamazoo Wings aus der ECHL an, die ihn aber noch im selben Monat und ohne ihn eingesetzt zu haben, wieder freistellten. Schließlich fand der Stürmer zum Monatsende im EC Bad Nauheim aus der DEL2 einen neuen Arbeitgeber für die Spielzeit 2023/24. Danach blieb der Stürmer erneut lange ohne Verein. Erst im Dezember 2024 sicherte sich der VER Selb seine Dienste für den Rest des Spieljahres 2024/25, an dessen Ende er mit dem Team in die Oberliga abstieg.

### International
Mit der deutschen Nationalmannschaft nahm Raedeke an der Weltmeisterschaft 2015 in Tschechien teil. In sieben Turniereinsätzen blieb der Stürmer punktlos und belegte mit der Mannschaft im Endklassement den zehnten Rang.

## Erfolge und Auszeichnungen
- 2019 Deutscher Meister mit den Adler Mannheim

## Karrierestatistik
Stand: Ende der Saison 2024/25

### International
Vertrat Deutschland bei:
- Weltmeisterschaft 2015

(Legende zur Spielerstatistik: Sp oder GP = absolvierte Spiele; T oder G = erzielte Tore; V oder A = erzielte Assists; Pkt oder Pts = erzielte Scorerpunkte; SM oder PIM = erhaltene Strafminuten; +/− = Plus/Minus-Bilanz; PP = erzielte Überzahltore; SH = erzielte Unterzahltore; GW = erzielte Siegtore; 1 Play-downs/Relegation; Kursiv: Statistik nicht vollständig)